# Béchir Zarg Layoun
Béchir Zarg Layoun ou Béchir Zarg El Ayoun (arabe : البشير زرق العيون), né en 1912 à Midoun et décédé le 18 janvier 1999, est un militant nationaliste et homme politique tunisien considéré comme proche du président Habib Bourguiba.

## Biographie
Il travaille dans le commerce à Tunis, avant de rejoindre la résistance clandestine au protectorat français dès le milieu des années 1930. Le 19 juillet 1940, il est condamné à mort par pendaison puis, en appel le 9 janvier 1941, aux travaux forcés à vie.
Il est le principal fondateur du comité des résistants au sein du Néo-Destour. Il a par ailleurs dirigé la Main noire, organisation de militants nationalistes qui conduit des opérations contre la Main rouge dont les membres sont issus des milieux français de Tunisie, mais aussi contre des Tunisiens coupables de refuser de suivre les ordres du Néo-Destour. Il organise ainsi, le 2 mai 1953, l'exécution de Chedly Kastalli, directeur du journal An-Nahdha, coupable de vouloir se présenter aux élections municipales.
Après la signature des accords consacrant l'autonomie interne de la Tunisie en 1955, il contribue au sein des « comités d'éveil » avec Mahjoub Ben Ali et Hassen Ben Abdelaziz à ce que la balance au sein du Néo-Destour penche en faveur de Bourguiba aux dépens de Salah Ben Youssef, et ce malgré son lien familial avec ce dernier.
Après l'indépendance de la Tunisie, il préside pendant de longues années le Conseil des résistants et intègre le comité central et le bureau politique du Parti socialiste destourien. Il est par ailleurs élu député de la circonscription de Médenine en 1959, puis réélu dans la première circonscription de Tunis en 1964, 1969 et 1974.
Certaines sources publiées avancent qu'il figure parmi les protagonistes du projet d'élimination physique de Ben Youssef avec Bourguiba, son épouse Wassila, Mohamed Masmoudi, Hassen Belkhodja et Taïeb Mehiri. En 1970, il est membre de l'instance de la Haute Cour qui condamne Ahmed Ben Salah à dix ans de travaux forcés.
Bien qu'il n'a détenu aucun portefeuille ministériel, il est un homme qui compte dans le système Bourguiba, dépassant les prérogatives des postes qui lui sont attribués.